# Ernesto Frieri
Ernesto Frieri Guttierez (né le 19 juillet 1985 à Bolívar, Colombie) est un lanceur de relève droitier de la Ligue majeure de baseball. 

## Carrière

### Padres de San Diego

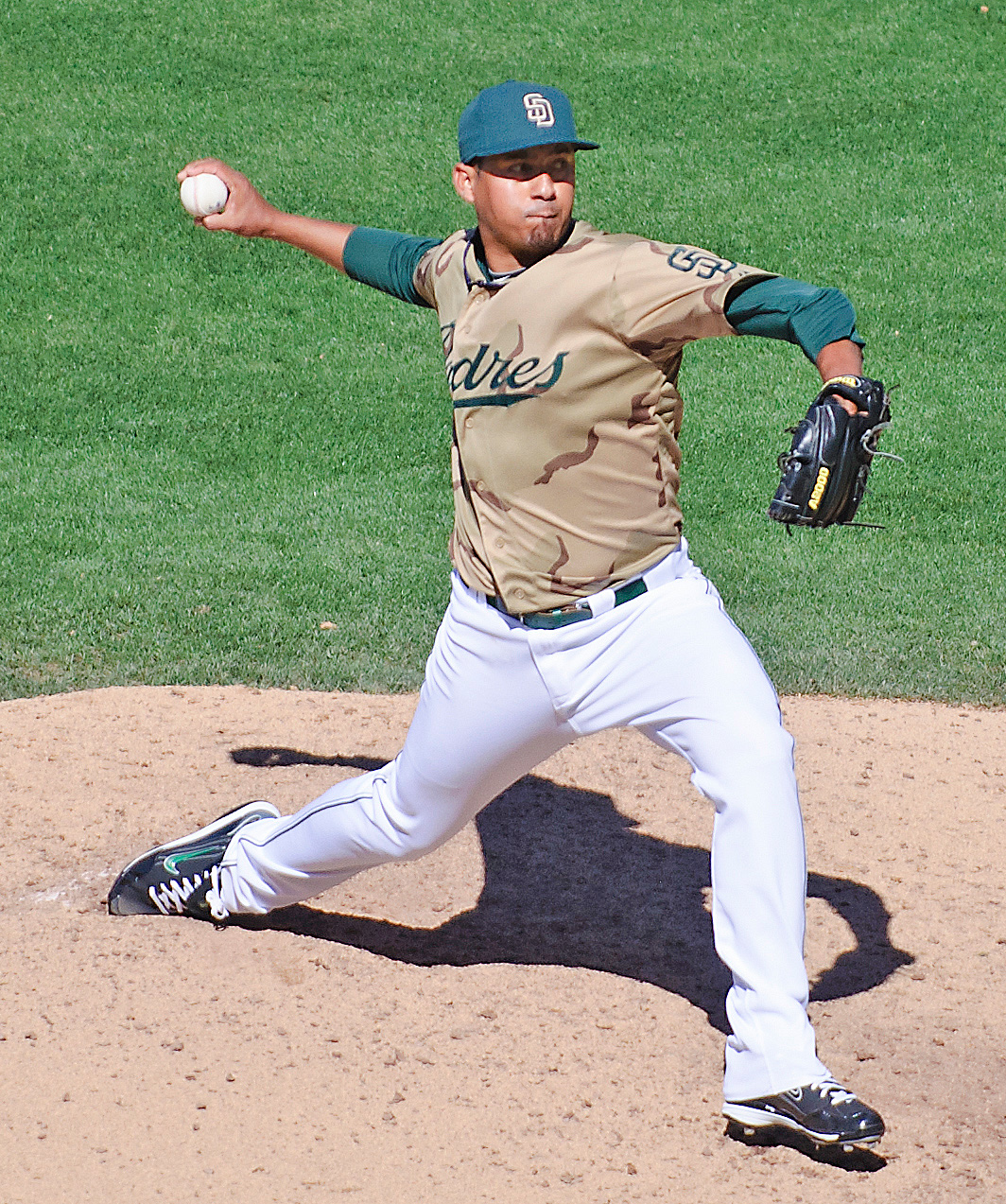
Ernesto Frieri en septembre 2010 avec les Padres de San Diego.

Ernesto Frieri signe un contrat avec les Padres de San Diego en 2003.
Il obtient sa première chance de se faire valoir dans les majeures en septembre 2009 alors que les Padres, comme les autres clubs de la ligue, augmentent leurs effectifs à 40 joueurs pour le dernier droit de la saison. Il lance une manche au niveau majeur pour la première fois le 26 septembre 2009 pour San Diego, face aux Diamondbacks de l'Arizona. Il totalise deux manches lancées et deux retraits sur des prises en fin d'année.
Il commence la saison 2010 dans les ligues mineures avec les Beavers de Portland, le club-école de niveau Triple-A des Padres. Il obtient un rappel chez les Padres au cours de l'été lorsque le releveur Mike Adams est placé sur la liste des joueurs blessés. Il maintient en 2010 une superbe moyenne de points mérités de 1,71 avec 41 retraits sur des prises en seulement 31 manches et deux tiers lancées. Appelé au monticule pour 33 parties des Padres, il remporte une victoire contre une défaite. Il savoure son premier gain dans le baseball majeur le 13 septembre sur les Rockies du Colorado.
En 2011, Frieri est une fois de plus une valeur sûre dans l'enclos de relève des Padres alors qu'il lance dans 59 matchs et obtient 76 retraits sur des prises en 63 manches. Gagnant d'une partie contre deux défaites, sa moyenne de points mérités ne s'élève qu'à 2,71 durant la saison.

### Angels de Los Angeles

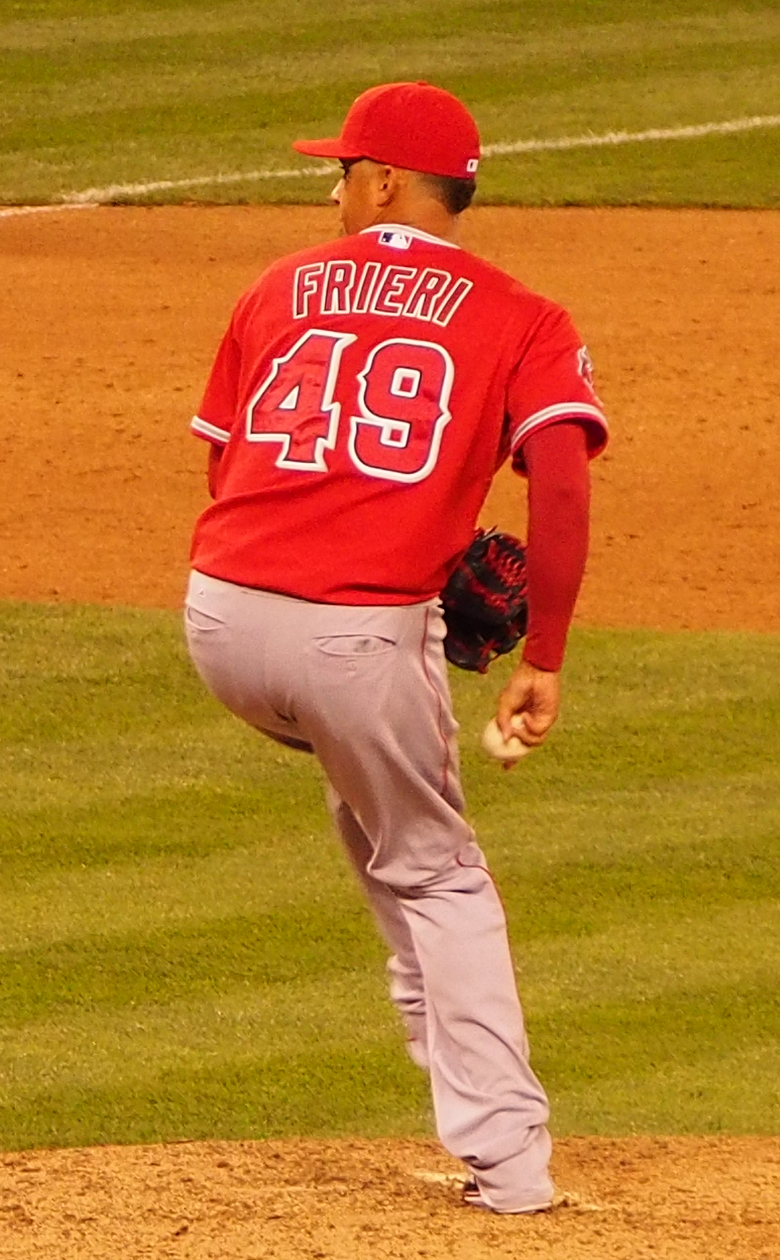
Ernesto Frieri en avril 2014 avec les Angels de Los Angeles.

Le 3 mai 2012, les Padres échangent Ernesto Frieri aux Angels de Los Angeles en retour du joueur de deuxième but Alexi Amarista et du lanceur droitier Donn Roach. Frieri devient le stoppeur des Angels, un rôle qu'il n'avait jamais eu à remplir précédemment. Le 23 mai contre les A's d'Oakland, il réalise son premier sauvetage en carrière. Il en réussira 23 cette année-là pour les Angels, en 56 présences au monticule. Il maintient pour sa nouvelle équipe une moyenne de points mérités de 3,54 avec 80 retraits sur des prises en 54 manches et un tiers lancées, pour conclure sa saison avec 98 retraits au bâton, cinq victoires, deux défaites et une moyenne de points mérités de 3,58 en 66 manches lancées en 67 matchs au total pour les Padres et les Angels.
Pour le club californien en 2013, Frieri réussit un sommet en carrière de 37 sauvetages. Il apparaît dans 67 rencontres et maintient une moyenne de points mérités de 3,72 avec 98 retraits sur des prises en 68 manches et deux tiers lancées. Il est crédité de deux victoires contre quatre défaites. 
Malgré 11 sauvetages en 2014 pour les Angels, il connaît une première moitié de saison difficile avec une moyenne de points mérités de 6,39 en 31 manches lancées et 3 défaites en 34 matchs joués. 

### Pirates de Pittsburgh
Le 27 juin 2014, les Angels échangent Frieri aux Pirates de Pittsburgh contre un autre releveur droitier, le vétéran Jason Grilli.
Il ne fait que 14 apparitions au monticule pour Pittsburgh, et alloue 12 points en 10 manches et deux tiers lancées, pour une moyenne de points mérités de 10,13.
Il termine sa saison 2014 avec une moyenne de points mérités de 7,34 en 41 manches et deux tiers lancées au total pour les Angels et les Pirates. En 48 matchs, il compte 48 retraits sur des prises, une victoire et 4 défaites.

### Rays de Tampa Bay
Le 26 novembre 2014, Frieri signe un contrat d'un an avec les Rays de Tampa Bay. En 23 manches et un tiers lancées en 22 sorties pour les Rays en 2015, sa moyenne de points mérités s'élève à 4,63 et il réalise deux sauvetages.

### Rangers du Texas
Le 14 décembre 2015, Frieri signe un contrat des ligues mineures avec les Phillies de Philadelphie mais est retranché après l'entraînement de printemps et est par la suite sans contrat avec un club des majeures jusqu'à l'année suivante. En 2017, il joue en ligues mineures avec des clubs affiliés aux Yankees de New York et aux Rangers du Texas, et obtient la chance de jouer 6 matchs dans les majeures avec ces derniers.
Le 8 août 2017, les Rangers du Texas vendent aux Mariners de Seattle le contrat d'Ernesto Frieri pour la somme d'un dollar, mais il ne joue pas pour Seattle après le transfert.

### Brewers de Milwaukee
Frieri est mis sous contrat par les Brewers de Milwaukee le 19 janvier 2018.